# Gourdon (Lot)
Gourdon – miejscowość i gmina we Francji, w regionie Oksytania, w departamencie Lot.
Według danych na rok 1990 gminę zamieszkiwało 4851 osób, a gęstość zaludnienia wynosiła 106 osób/km² (wśród 3020 gmin regionu Midi-Pireneje Gourdon plasuje się na 61. miejscu pod względem liczby ludności, natomiast pod względem powierzchni na miejscu 120.).

## Pomniki

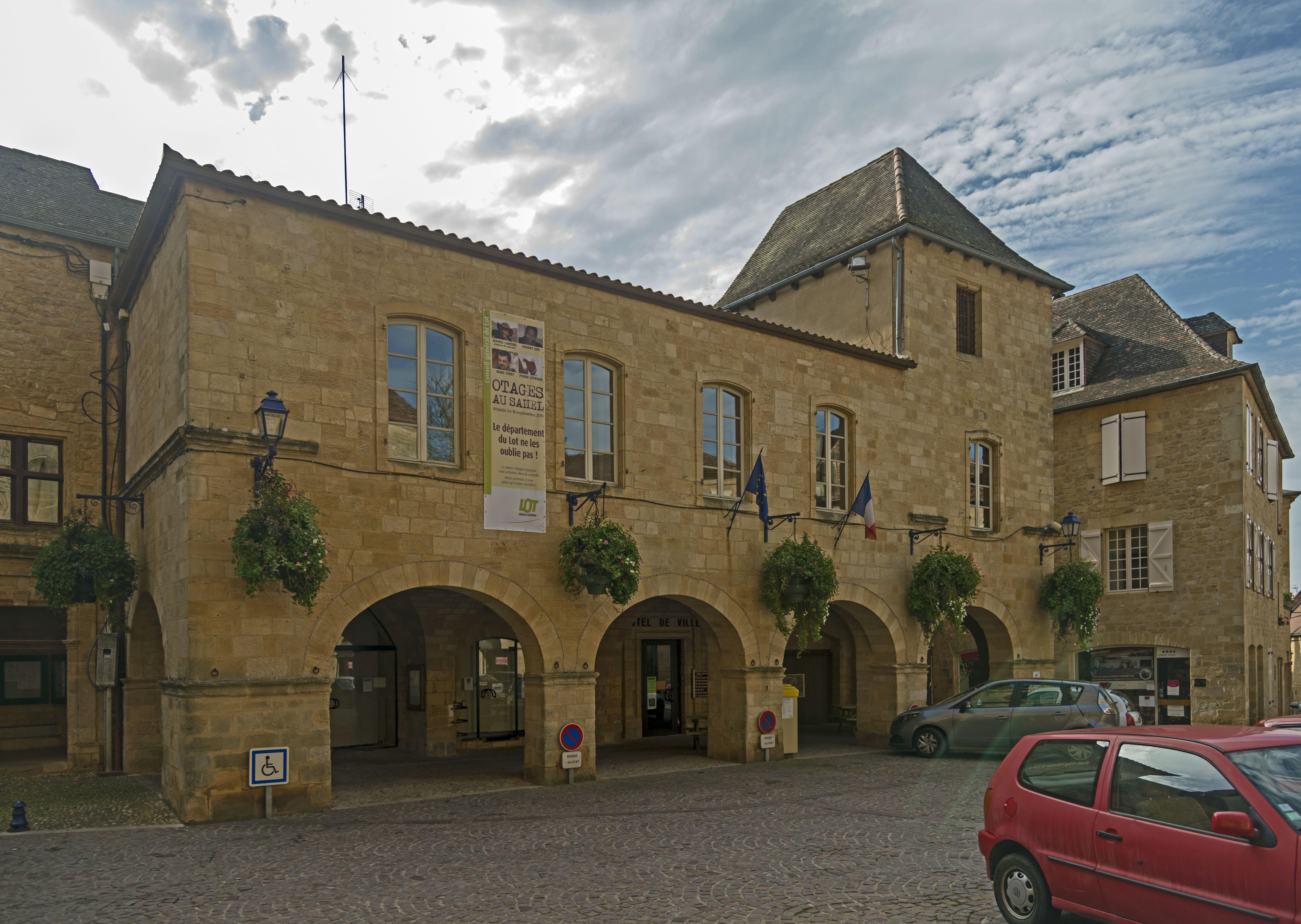
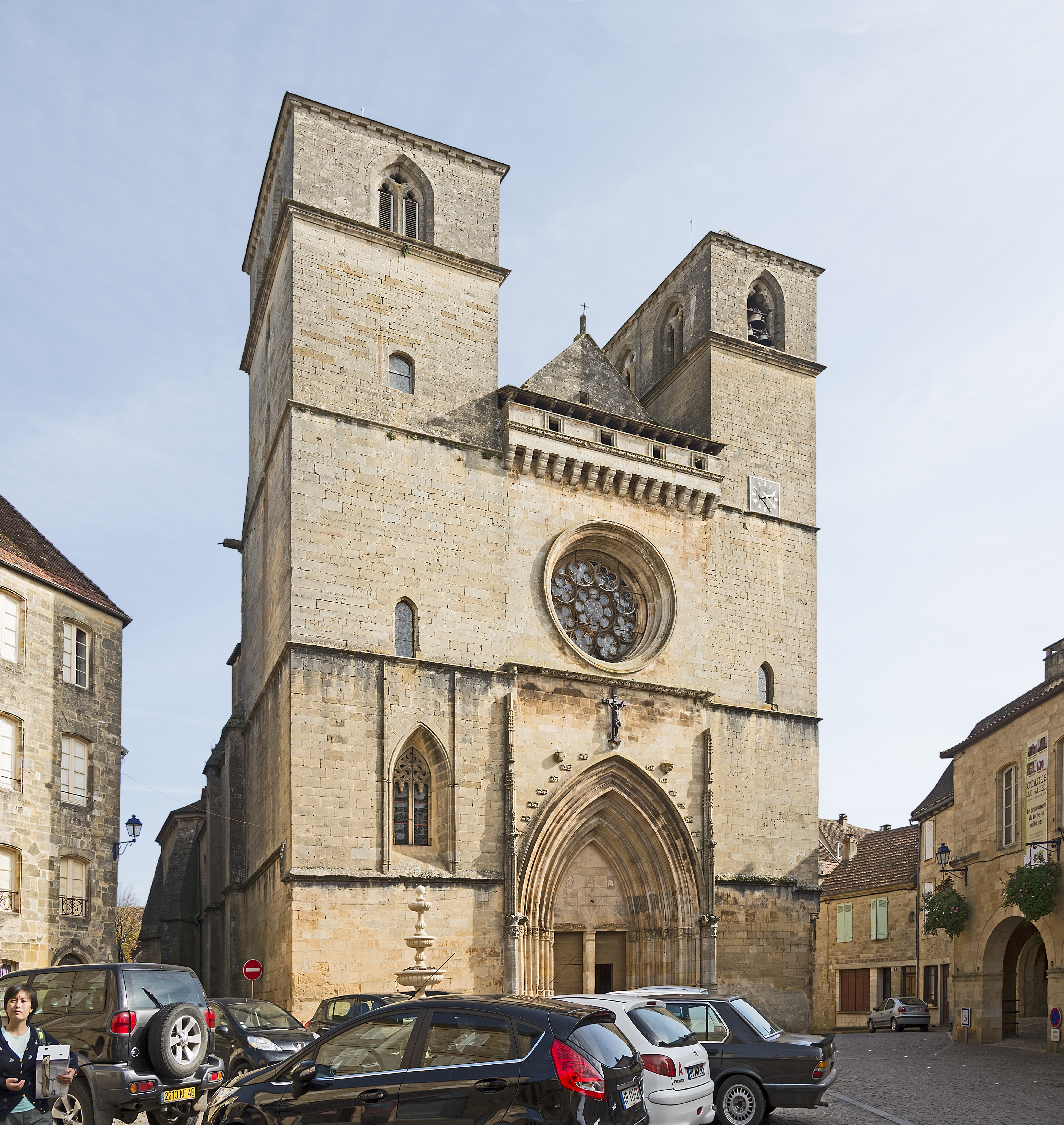
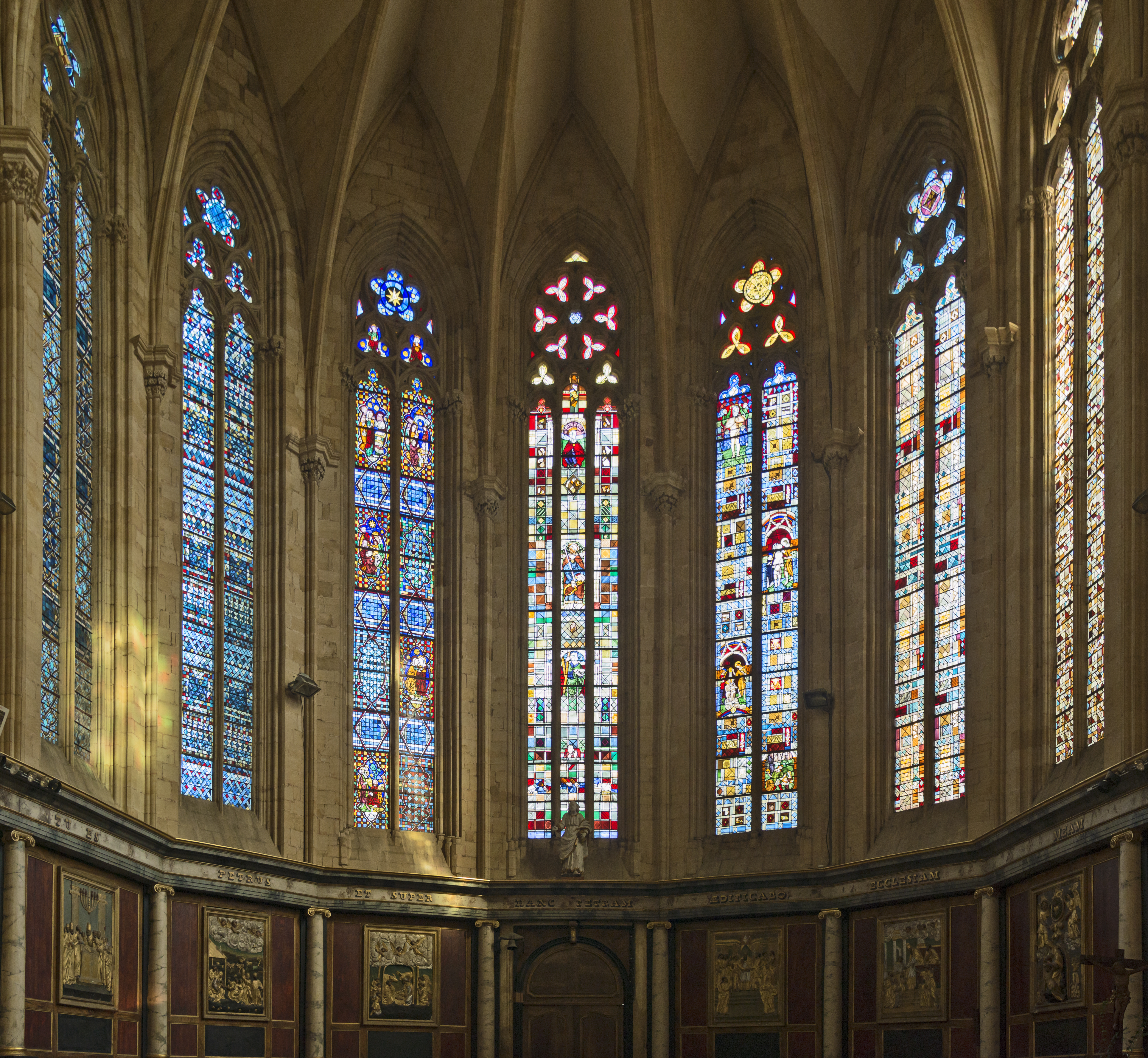